# The Game (película de 2012)
Match o The Game (Матч en V.O.) es una película histórica y dramática rusa de 2012 dirigida por Andrey Malyukov.
El film está basado en el conocido como Partido de la Muerte que enfrentó al equipo soviético del FC Start (conjunto formado por jugadores retirados del Dinamo y del Lokomotiv de Kiev) contra un combinado alemán formado por miembros de la Luftwaffe.
El estreno de la película estuvo prevista para el 26 de abril de 2012. No obstante, tal producción levantó polémica en Ucrania (país anfitrión la Eurocopa 2012), por lo que el gobierno pidió que se retrasase su estreno en el país hasta que finalizara el campeonato por temor a que se produjeran altercados.

## Recepción
Rekun-Cinema, la productora de la película propuso que se estrenara el 3 de mayo. Mientras estaban a la espera de una respuesta en firme sobre su posible reproducción, Larisa Titarenko dijo que se tomarían 25 días laborables para estudiar la película.
Uno de los miembros de la comisión de expertos, Yaroslav Pidhora-Gvyazovskiy declaró que sugirió la prohibición de la película porque podría promover un conflicto étnico puesto que el idioma que hablan la mayoría de colaboracionistas hablan en ucraniano mientras que los opositores hablaban ruso.
Por otro lado, el analista político Volodimir Fesenko declaró que la película podría desencadenar incidentes entre las hinchadas de Ucrania con las teutonas.